# 北塔比特韋亞
北塔比特韋亞（英語：North Tabiteuea）是吉里巴斯塔比特韋亞島的兩個島議會之一。

## 概述
北塔比特韋亞的土地面積為26平方公里（10平方英里），截至2020年人口為4120人，分布在北塔比特韋亞轄下的十二個村莊（首府為烏蒂羅亞）。
1841年4月，美國對太平洋派出探險隊，其中一位船長威廉· L·哈德遜 (William L. Hudson)抵達了塔比特韋亞島，當時這裡被稱為德拉蒙德島。威廉· L·哈德遜因為一名上岸的船員無故失蹤，認為是遭到島上的居民殺害，決定進行報復：至少有二十名塔比特韋亞島居民被美國人殺害，烏蒂羅亞被縱火焚毀。